# Felmingham
Felmingham – wieś w Anglii, w hrabstwie Norfolk, w dystrykcie North Norfolk. Leży 21 km na północ od Norwich i 177 km na północny wschód od Londynu.
Miejscowość liczy 564 mieszkańców.